# Ґлоскув (Ґарволінський повіт)
Ґлоскув (пол. Głosków) — село в Польщі, у гміні Борове Ґарволінського повіту Мазовецького воєводства.
Населення — 658 осіб (2011).
У 1975-1998 роках село належало до Седлецького воєводства.

## Демографія
Демографічна структура станом на 31 березня 2011 року:
|          | Загалом | Допрацездатний вік | Працездатний вік | Постпрацездатний вік |
| -------- | ------- | ------------------ | ---------------- | -------------------- |
| Чоловіки | 329     | 72                 | 234              | 23                   |
| Жінки    | 329     | 74                 | 205              | 50                   |
| Разом    | 658     | 146                | 439              | 73                   |